# Isdromas lycaenae
Isdromas lycaenae är en stekelart som först beskrevs av Howard 1889.  Isdromas lycaenae ingår i släktet Isdromas och familjen brokparasitsteklar. Inga underarter finns listade i Catalogue of Life.